# Libero Raglianti
Don Libero Raglianti (Crespina Lorenzana, 1914 – Vecchiano, 29 agosto 1944) è stato un presbitero, antifascista e partigiano italiano, medaglia d'oro al valor militare.

## Biografia
Nato a Cenaia da famiglia contadina, entra in seminario e viene ordinato sacerdote nel 1938, dopo una breve esperienza pastorale nella parrocchia di Pontedera, dal 1940 al 1944 fu parroco della Pieve di Valdicastello, frazione del comune di Pietrasanta
Uomo d'azione e schietto nell'esprimere le sue convinzioni, mal aveva sopportato il regime fascista e in più occasioni durante le prediche aveva espresso le sue critiche.
Dall'8 settembre, collabora attivamente con il movimento della resistenza, tanto da meritare la qualifica di partigiano combattente, nella formazione Bandelloni.
Collabora con il CLN dopo l'avanzare del fronte e il conseguente ordine di sfollamento dal litorale versiliese, si trovò nella condizione di dover organizzare l'ospitalità a diverse migliaia di sfollati.
Il 13 agosto 1944, le forze naziste compiono un rastrellamento, le stesse che il giorno prima si erano rese responsabili a Sant'Anna di Stazzema di un eccidio e viene arrestato con altre 30 persone.

Separato dal gruppo viene trasferito alle scuole di Nozzano, sede del comando 16 SS Panzer Grenadier Division, per sedici giorni prigioniero viene sottoposto a interrogatorio e tortura.

Il 29 agosto 1944 viene fucilato a Laiano di Filettole nel comune di Vecchiano e sul suo corpo viene lasciato uno scritto 
Italo Ninci e Antonio Vannini, scampati alla morte nel carcere di Nozzano:

## Onorificenze
Il 5 ottobre 1964 gli viene conferita la medaglia d'oro al valor civile.

### Riconoscimenti
Monumenti che ricordano don Libero Raglianti:
- Due lapidi poste all'esterno della Pieve di Valdicastello, nel comune di Pietrasanta, entrambe dedicate al "parroco", rispettivamente nel 1954 e nel 2004.
- Targa, con Foto  posta a Cenaia in Piazza Giuseppe di Vittorio dedicata a don Raglianti nel 2024.
- Monumento, con busto e lapide, posto a Valdicastello e dedicato a don Raglianti e con lui a tutti i "paesani vittime della guerra".
- Monumento e lapide dedicati alle vittime sul luogo dell'eccidio sul ponte che collega Ripafratta a Filettole di Vecchiano.
- Lapide nella chiesa di Sant'Anna (Stazzema), dedicata "alla memoria dei sacerdoti della Versilia che nella tragica estate del 1944 suggellarono col sangue l'impegno alla loro missione di carità e pace".